# Wanz
Pour les articles homonymes, voir Wanz (homonymie) et Wansley.
Michael Wansley, né le 9 octobre 1961 à Seattle, connu sous ses noms de scène TeeWanz et Wanz, est un chanteur américain de R&B, soul, hip-hop et pop. Il acquiert une célébrité internationale en 2013 après avoir collaboré sur le titre Thrift Shop du duo Macklemore et Ryan Lewis, basé à Seattle, issu de leur album The Heist.

## Discographie

### Singles
| Titre                                                  | Année | Classement | Classement | Classement | Classement | Classement | Classement | Classement | Classement | Classement | Classement | Classement | Certifications                                      | Album                                     |
| Titre                                                  | Année | US         | US Alt.    | US R&B     | US Rap     | AUS        | CAN        | FRA        | GER        | IRL        | NZ         | UK         | Certifications                                      | Album                                     |
| ------------------------------------------------------ | ----- | ---------- | ---------- | ---------- | ---------- | ---------- | ---------- | ---------- | ---------- | ---------- | ---------- | ---------- | --------------------------------------------------- | ----------------------------------------- |
| "Thrift Shop" (Macklemore & Ryan Lewis featuring Wanz) | 2012  | 1          | 14         | 1          | 1          | 1          | 1          | 1          | 3          | 1          | 1          | 1          | - AUS: 7× Platinum - NZ: 2× Platinum - US: Platinum | The Heist (Macklemore & Ryan Lewis album) |